# Isla de São Francisco do Sul
La Isla de San Francisco del Sur (en portugués: Ilha de São Francisco do Sul) está situada en la costa norte del estado brasileño de Santa Catarina, es la isla más grande de ese estado sureño.
Limita al norte y al oeste con la Bahía Babitonga (Baía Babitonga), al sur con el canal do Linguado y al este con el Océano Atlántico.
Al noreste se encuentra la sede de la municipalidad de São Francisco do Sul, una de las ciudades más antiguas de Brasil.
Hay alrededor de 13 playas en la isla, algunos en mar abierto otras en mar en calma. Entre ellos podemos mencionar playa Itaguaçu, playa de Ubatuba, playa de la Enseada, Playa do Molhe, la playa de nostalgia (praia da Saudade también conocida como Prainha), Praia do Forte, Praia Grande, Praia do Ervino y Praia do Inglês.
También hay muchas islas a su alrededor, tanto en bahía de Babitonga (26 islas) como en el mar cerca de la barra (Archipiélago de Gracia) en el canal do Linguado.

## Fiestas tradicionales
Festilha fiesta de las tradiciones de la isla de São Francisco do sul dando especial atención a la colonización , (en portugués Festa das Tradições da Ilha) es una fiesta que ha sido creada para promover la cultura de la isla, dura 4 días, allí se puede probar la comida típica de la isla, disfrutar de shows y presentaciones artísticas, con una feria de artesanía típica de la  región.